# Christiane Burbach
Christiane Burbach (geborene Ewert; * 21. Dezember 1948 in Lüneburg) ist eine deutsche evangelische Theologin, Pastoralpsychologin und Hochschullehrerin.

## Leben
Nach ihrem Abitur in Tübingen 1969 studierte sie Evangelische Theologie, Germanistik, Philosophie und Pädagogik in Tübingen, Zürich und Göttingen und legte 1975 ihr Erstes Theologisches Examen an der Theologischen Fakultät der Georg-August-Universität Göttingen ab. Nach dem Vikariat 1975 bis 1977 in Göttingen-Nikolausberg, dem Zweiten Theologischen Examen und der Ordination war sie als 1977 bis 1985 als Pastorin in Obernjesa, Dramfeld, Dahlenrode, und Atzenhausen tätig.
1984 wurde sie als durch die Deutsche Gesellschaft für Pastoralpsychologie als Ausbilderin für Personzentrierte Seelsorge und Beratung zertifiziert.
Von 1985 bis 1990 nahm sie die Aufgabe einer Studentenpfarrerin in Göttingen wahr.
1989 folgte ihre Promotion an der Theologischen Fakultät zu Göttingen mit einer Arbeit zum Thema Argumentation in der „politischen Predigt“. Untersuchungen zur Kommunikationskultur in theologischem Interesse.
1990 wurde sie als Professorin an die Evangelische Fachhochschule Hannover berufen, wo sie die Aufgabe der Prorektorin und von 1996 bis 2000 die der Rektorin ausübte. Die Evangelische Fachhochschule ist 2007 in staatliche Trägerschaft übergegangen, sie wurde als Fakultät V – Diakonie, Gesundheit und Soziales in die Fachhochschule Hannover (heute Hochschule Hannover) eingegliedert.

## Mitarbeit in Fachgesellschaften und bei wissenschaftlichen Zeitschriften
- Deutsche Gesellschaft für Pastoralpsychologie e.V. – Fachverband für Seelsorge, Beratung und Supervision (langjähriges Vorstandsmitglied, Vorsitzende der Standeskommission)
- Gesellschaft für wissenschaftliche Gesprächspsychotherapie
- Deutsche Gesellschaft für Supervision
- Internationale Gesellschaft für Tiefenpsychologie e.V.
- Europäische Gesellschaft für theologische Forschung von Frauen
- Konvent evangelischer Theologinnen
- Mitherausgeberin und Redaktionsmitglied der Zeitschrift Wege zum Menschen. Zeitschrift für Seelsorge und Beratung, heilendes und soziales Handeln

## Werke (Auswahl)

### Monographien
- Argumentation in der " politischen Predigt". Untersuchungen zur Kommunikationskultur in theologischem Interesse, Frankfurt a. M., Bern, New York 1990 (Theol. Diss.).
- Frauen Erinnern. Frauen in der Gedächtniskultur der Kirche, Hannover 2000.

### Herausgeberschaft
- Aus weiblicher Sicht. Erfahrungen, Analysen und Anstöße zu frauenspezifischen Themen. Interdisziplinäre Ringvorlesung der Hochschullehrerinnen der Evangelischen Fachhochschule Hannover, Hannover 1993.
- Christiane Burbach, E. C. Merkel (Hrsg.), Aufbruch zum Diesseits. Festschrift für Wilhelm Fahlbusch, Hannover 1995.
- Christiane Burbach, Susanne Wendorf von Blumröder (Hrsg.), Frauen gestalten Frauengestalten. Katalog zur Ausstellung, 6. Aufl., Hannover 2000.
- Themenheft: Ethik im Gesundheitswesen, WzM, 2000, Heft 6.
- Christiane Burbach (Hrsg.), Heike Schlottau (Hrsg.), Abenteuer Fairness. Ein Arbeitsbuch zum Gendertraining, Göttingen 2001. Darin: mehrere eigene Beiträge. 2. Auflage ist geplant.
- Themenheft: Zwischen Sinn-Suche und Destruktion. Einflüsse religiöser Sekten, WzM, 2002, Heft 2.
- Themenheft: Gender Perspektiven, WzM, 2004, Heft 4
- … bis an die Grenze. Hospizarbeit und Palliative Care. Göttingen 2010. 219 Seiten. ISBN 978-3-525-67014-9
  - Rezension: Kerstin Kremeike: Christiane Burbach (Hrsg.): bis an die Grenze. Hospizarbeit und Palliative Care. In: socialnet Rezensionen